# Stypella
Stypella Möller (zębośluzek) – rodzaj grzybów z rzędu uszakowców (Auriculariales). W Polsce występują 4 gatunki.

## Systematyka i nazewnictwo
Pozycja w klasyfikacji według Index Fungorum: Incertae sedis, Auriculariales, Incertae sedis, Agaricomycetes, Agaricomycotina, Basidiomycota, Fungi.
Takson utworzył Friedrich Alfred Möller w 1895 r. Synonimy nazwy naukowej: Gloeosebacina Neuhoff, Heterochaetella (Bourdot) Bourdot & Galzin, Protodontia Höhn., Sebacina subgen. Heterochaetella Bourdot.
Polską nazwę nadał Władysław Wojewoda w 2003 r, wcześniej używał też nazw pierwoząb lub śluzaczek.
Gatunki występujące w Polsce:
- Stypella grilletii (Boud.) P. Roberts 1998 – zębośluzek podlaski
- Stypella subgelatinosa (P. Karst.) P. Roberts 1998 – zębośluzek krótkokolczasty
- Stypella subhyalina (A. Pearson) P. Roberts 1998 – zębośluzek niebieskawy
- Stypella vermiformis (Berk. & Broome) D.A. Reid 1974 – zębośluzek białawy

Nazwy naukowe na podstawie Index Fungorum. Wykaz gatunków i nazwy polskie według Władysława Wojewody.